# Fioretti (Franciscus van Assisi)

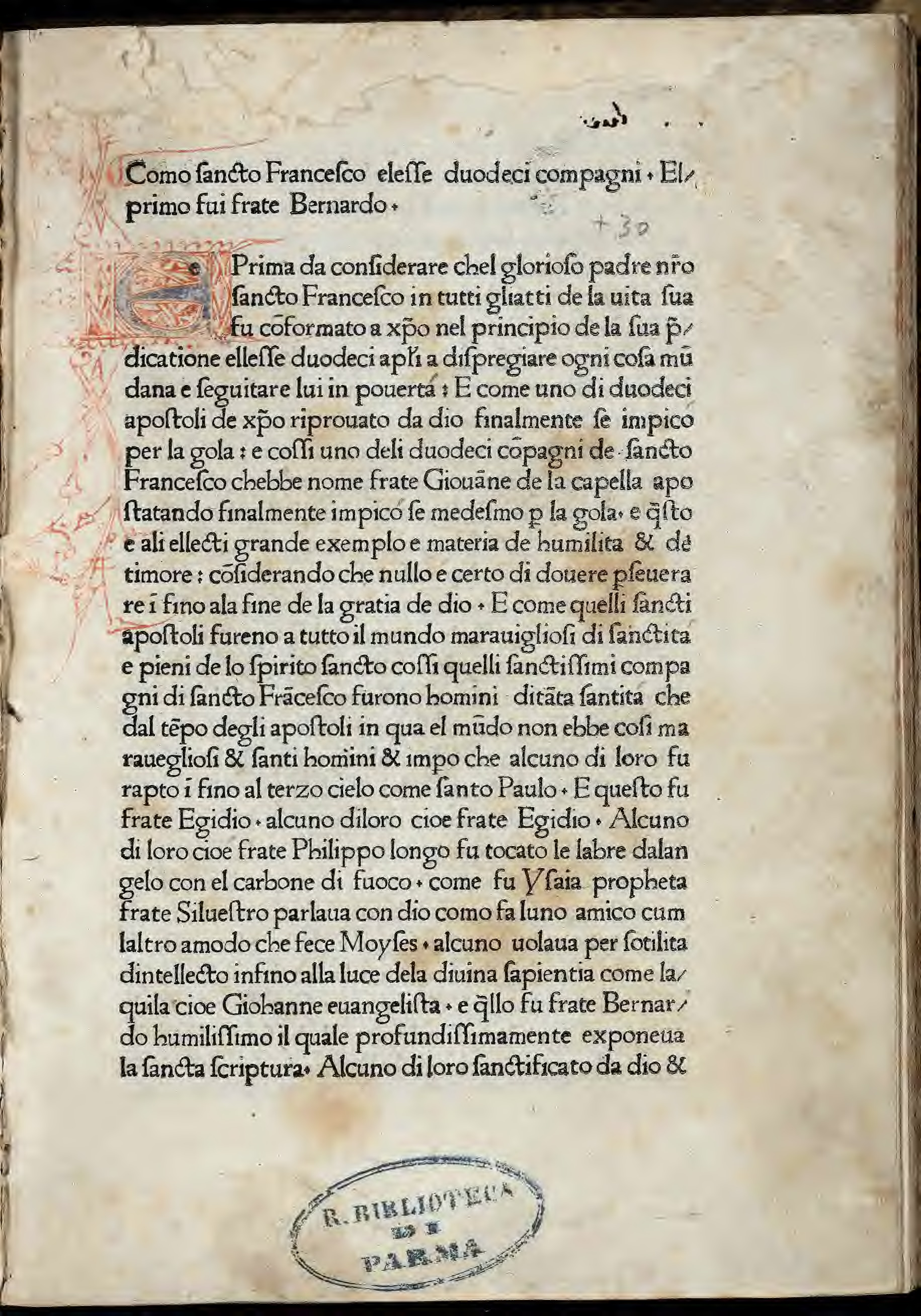
Pagina over de bekering van Bernardus van Quintavalle uit een 15e-eeuwse uitgave van de Fioretti.

De Fioretti of "Bloempjes" van Sint-Franciscus van Assisi is een bundel verhaaltjes over Franciscus en zijn eerste gezellen. Het werk dateert uit de 14e eeuw en bestaat uit 53 korte hoofdstukken. De auteur is hoogstwaarschijnlijk Ugolino Brunforte.

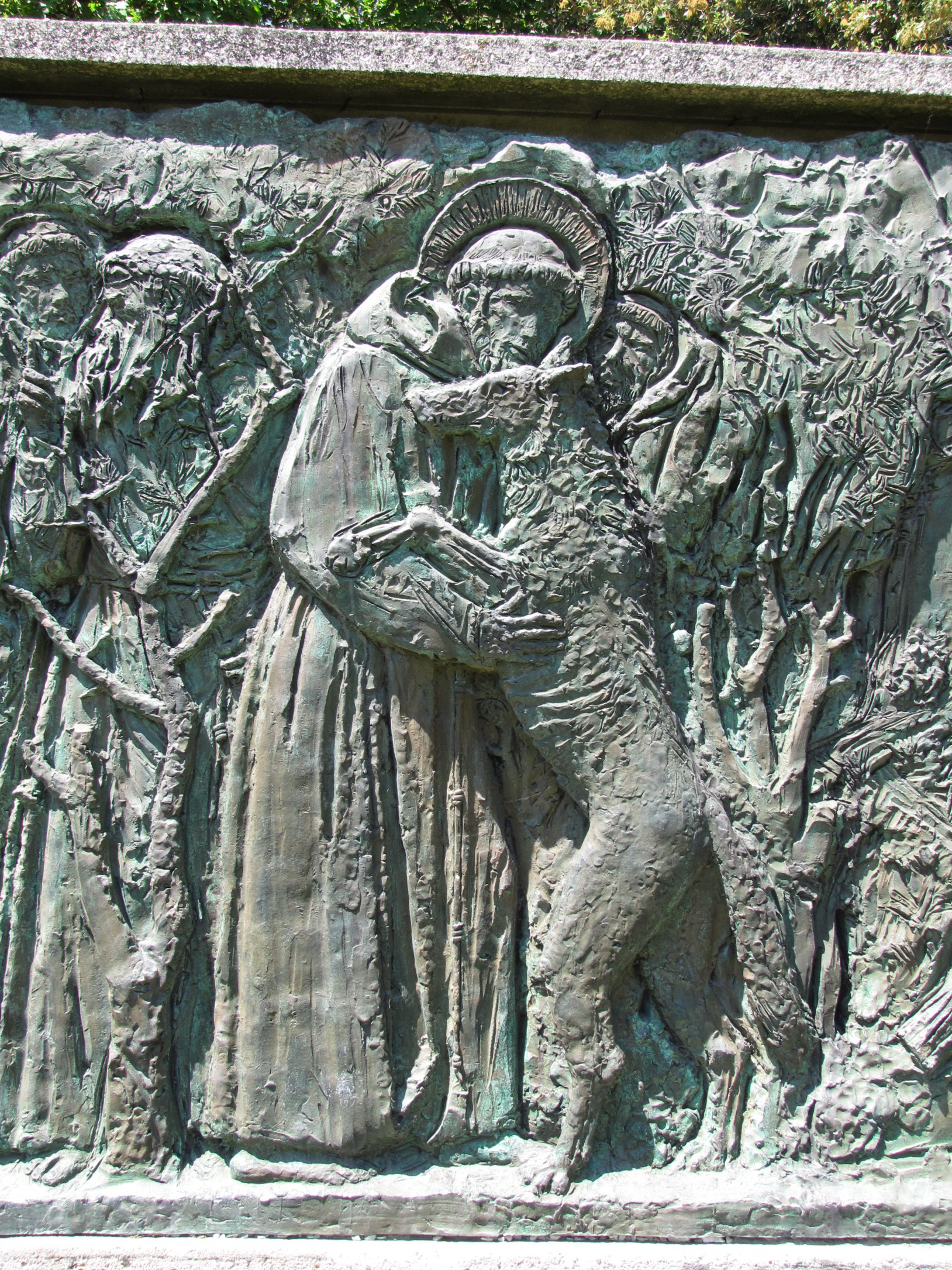
Franciscus en de wolf van Gubbio.

## Betekenis
De Fioretti werden geschreven nadat de Franciscanen een moeilijke periode hadden doorgemaakt, met hoog oplopende verschillen tussen spiritualen en conventuelen en harde maatregelen van Paus Johannes XXII. De bundel was bedoeld om de orde weer een hart onder de riem te steken en een inspiratiebron te bieden.
De Fioretti bieden geen historische beschrijving van het leven van Franciscus, maar het zijn religieuze legendes in een volkse taal. De belangrijke, bekende volgelingen van Franciscus als Bernardus van Quintavalle, Egidius van Assisi, Broeder Leo, Broeder Juniperus komen erin voor.
Ook Franciscus als dierenvriend, die met de dieren kon praten, komt in de Fioretti duidelijk naar voren. Een bekend verhaaltje gaat over de wolf van Gubbio. Een boosaardige wolf werd door Franciscus bekeerd, waarna hij als "broeder wolf" vreedzaam verder leefde tussen de mensen. Verschillende verhaaltjes werden doorheen de eeuwen op uiteenlopende manieren afgebeeld.
De Fioretti waren lange tijd erg populair in veel landen, waardoor er vele vertalingen van verschenen. Ook in het Nederlands is het meerdere keren vertaald.

## Inhoud
De eerste 40 hoofdstukken spelen in de periode dat Franciscus leeft en gaan vooral over wat hij en zijn metgezellen voor anderen betekend hebben. Het tweede deel, hoofdstuk 41 tot 53 beschrijven gebeurtenissen na Franciscus' dood en gaan meer over de godsdienstige beleving van zijn navolgers. Onderstaand overzicht geeft een indruk van de inhoud van de hoofdstukken.
| Hoofdstuk | Inhoud |
| 1         | De eerste twaalf metgezellen van Franciscus vormen een weerspiegeling van de twaalf apostelen. |
| 2         | Bernardus van Quintavalle, raakt erg onder de indruk van Franciscus en wordt zijn eerste metgezel. |
| 3         | Franciscus heeft een kwade gedachte jegens broeder Bernardus en draagt hem daarom op driemaal een voet op Franciscus' hals en mond te zetten. |
| 4         | Een engel vraagt iets aan broeder Elias, die gardiaan was van een verblijf in het dal van Spoleto. Omdat broeder Elias hem hooghartig antwoordt, vertrekt de engel en slaat de weg naar Santiago in. Daar ontmoet hij broeder Bernardus en vertelt hem wat er gebeurd is.                                                                                            |
| 5         | Franciscus stuurt broeder Bernardus van Assisi naar Bologna; deze vestigt daar een verblijf. |
| 6         | Franciscus zegent broeder Bernardus en benoemt hem tot zijn plaatsvervanger wanneer hij het aardse leven gaat verlaten. |
| 7         | Franciscus brengt de veertigdagentijd door op een eiland in het meer van Perugia. Hier vast hij veertig dagen en veertig nachten en eet niet meer dan één half broodje. |
| 8         | Franciscus legt op een van zijn tochten aan broeder Leo uit wat volmaakte vreugde is. |
| 9         | Franciscus zegt broeder Leo voor wat hij moet antwoorden, maar deze kan alleen het tegendeel zeggen van wat Franciscus wil horen. |
| 10        | Broeder Masseüs vraagt op humoristische toon aan Franciscus waarom de hele wereld hem volgt. Franciscus zegt dat God zo laat zien dat wat goed is Zijn werk is en geen persoonlijke verdienste. |
| 11        | Franciscus laat Broeder Masseüs een paar keer ronddraaien om te bepalen dat ze naar Siena gaan. Daar voorkomt Franciscus bloedvergieten. De eerst mokkende Masseüs komt ten slotte tot beter inzicht. |
| 12        | Franciscus belast broeder Masseüs met de huishoudelijke taken, zodat de anderen kunnen mediteren. Op verzoek van de andere broeders ontslaat hij hem daarna weer van die taken. |
| 13        | Franciscus en broeder Masseüs leggen het brood dat ze bij elkaar gebedeld hebben op een steen naast een bron. Franciscus verheerlijkt de armoede. Hij smeekt God en de heiligen Petrus en Paulus om hem liefde voor de armoede te geven. Petrus en Paulus verschijnen aan hem om te zeggen dat deze smeekbede is verhoord.                                           |
| 14        | Franciscus spreekt met zijn broeders over God en Christus verschijnt in hun midden. |
| 15        | Zuster Clara gaat samen met Franciscus en zijn metgezellen in Santa Maria degli Angeli eten. |
| 16        | Franciscus krijgt van Zuster Clara en broeder Silvester de raad kreeg om met zijn preken veel mensen te bekeren. Franciscus sticht de derde orde, preekt tot de vogels en brengt de zwaluwen tot zwijgen. |
| 17        | Een jong broedertje ziet hoe Christus, Maria en vele andere heiligen met Franciscus spreken, wanneer hij 's nachts in gebed is. |
| 18        | Franciscus houdt een wonderbaarlijke kapittel bij Santa Maria degli Angeli, waar meer dan vijfduizend broeders naartoe komen. |
| 19        | De priester van Rieti, in wiens huis Franciscus aan het bidden is, ziet hoe de druiven van zijn wijngaard geplukt en geroofd worden door de vele mensen die naar Franciscus komen. Zoals Franciscus hem belooft, oogst hij ten slotte op wonderlijke wijze meer wijn dan ooit tevoren. God openbaart aan Franciscus dat hij na zijn dood naar het paradijs zal gaan. |
| 20        | Een jonge broeder verafschuwt zijn pij zo, dat hij besluit het kloosterkleed af te leggen en uit de orde te treden. Dan krijgt hij een mooi visioen dat hem op andere gedachten brengt. |
| 21        | Franciscus bekeert de bloeddorstige wolf van Gubbio op wonderbaarlijke manier. |
| 22        | Franciscus temt wilde duiven. |
| 23        | Franciscus bevrijdt een broeder die in zonde verkeert van de duivel. |
| 24        | Franciscus bekeert de sultan van Babylon. Hij bekeert ook een lichtekooi die hem tot zonde wil aanzetten. |
| 25        | Franciscus geneest op wonderbaarlijke wijze een melaatse, zowel lichamelijk als spiritueel. Voordat diens ziel naar de hemel gaat, heeft hij nog een boodschap voor Franciscus. |
| 26        | Franciscus bekeert drie moordzuchtige rovers, die daarna als broeders in de orde treden.Een van hen krijgt een verheven visioen en wordt een groot heilige. |
| 27        | Franciscus bekeert in Bologna twee studenten, die vervolgens broeders worden. Hij verlost een van hen van een hevige bekoring. |
| 28        | Broeder Bernardus raakt in geestvervoering en blijft van de ochtend tot de noon buiten zinnen |
| 29        | De duivel verschijnt meerdere keren in de gedaante van de Gekruisigde aan broeder Rufinus en zegt hem dat al zijn goede daden vergeefs zijn, omdat hij niet tot de uitverkorenen voor het eeuwige leven behoort. Franciscus, komt dit door goddelijke openbaring weten en laat broeder Rufinus inzien in welke waan hij verkeert.                                    |
| 30        | Naakt houden Franciscus en broeder Rufinus een mooie preek in Assisi. |
| 31        | Franciscus kent al zijn broeders tot in de verborgenheden van hun gemoed. |
| 32        | Broeder Masseüs ontvangt van Christus de deugd van nederigheid. |
| 33        | Zuster Clara zegent op bevel van de paus het brood op tafel. In elk brood verschijnt het kruisteken. |
| 34        | De Franse koning Lodewijk de Heilige, trekt in eigen persoon als pelgrim naar Perugia om broeder Egidius te ontmoeten. |
| 35        | Zuster Clara is ziek tijdens de kerstnacht. Zij wordt door een wonder naar de kerk van Franciscus gebracht en woont daar de dienst bij. |
| 36        | Broeder Leo krijgt een mooi visioen. Franciscus legt hem de betekenis ervan uit. |
| 37        | Een rijk en edel ridder onthaalt Franciscus met veel eerbetoon en weldaden. Op verzoek van Franciscus zorgt Christus ervoor dat deze edelman zich bekeert en broeder wordt. |
| 38        | Franciscus weet door een goddelijke ingeving dat broeder Elias verdoemd is en buiten de orde zal sterven. Op verzoek van broeder Elias bidt Franciscus voor hem tot Christus en wordt verhoord. |
| 39        | Broeder Antonius van Padua houdt een indrukwekkende preek voor paus en kardinalen. Hoewel de toehoorders verschillende talen spreken, kunnen zij hem verstaan. |
| 40        | God verricht een wonder wanneer broeder Antonius in Rimini preekt tot de vissen in zee. |
| 41        | Broeder Simon redt een medebroeder die vanwege een bekoring uit de orde wil treden. |
| 42        | God verricht mooie wonderen door de broeders Bentivolius,Petrus van Monticello en Koenraad van Offida. Broeder Bentivolius draagt in een ommezien een melaatse vijftien mijl op zijn schouders, broeder Petrus wordt aangesproken door Michaël en broeder Koenraad wordt bezocht door Maria, die haar Zoon in zijn armen legt.                                       |
| 43        | Broeder Koenraad van Offida brengt een jonge broeder die de andere broeders lastigvalt tot inkeer. Die jongen verschijnt na zijn sterven aan broeder Koenraad en smeekt deze voor hem te bidden. Broeder Koenraad verlost die broeder met zijn gebed van de hevige pijnen van het vagevuur.                                                                          |
| 44        | Maria, Johannes de Evangelist en Franciscus verschijnen aan broeder Petrus van Monticello en zij vertellen hem wie van hen het meest verdriet had gevoeld om het lijden van Christus. |
| 45        | Na een visioen dat hij een lange reis moet maken om in het paradijs te komen, treedt broeder Johannes van Penna in tot de orde. Maar de reis is niet wat hij dacht. |
| 46        | Broeder Pacificus ziet in gebed de ziel van zijn broer, broeder Humilis, naar de hemel gaan. |
| 47        | Een broeder gaat zo volledig in God op, dat vogels zingend op hem komen zitten. Als hij ziek wordt, verschijnt Maria en brengt hem drie potjes siroop. |
| 48        | Broeder Jacobus van Massa ziet in een visioen alle minderbroeders ter wereld in de vorm van een boom, en leert van ieder de deugden, verdiensten en gebreken kennen. |
| 49        | Broeder Johannes van La Verna heeft een vurig geloof, waardoor hij soms niet op een plaats kan blijven. Het is voor hem een beproeving als hij een tijd zonder die bezieling rond moet dwalen. Dan verschijnt Christus aan hem en geeft hem zijn intense geloof weer terug.                                                                                          |
| 50        | Wanneer broeder Johannes van La Verna op Allerzielen de mis opdraagt, ziet hij hoe vele zielen uit het vagevuur opstijgen. |
| 51        | Broeder Johannes van La Verna hoort dat Jacobus van Fallerone ernstig ziek is en besluit voor hem te bidden. Tijdens dit gebed overlijdt Jacobus en verschijnt aan Johannes. |
| 52        | Broeder Johannes van La Verna heeft een visioen waarin hij de gehele orde van de heilige Drie-eenheid ziet. |
| 53        | Broeder Johannes van La Verna ziet tijdens het opdragen van de mis Christus en valt daarna als dood neer. |

## Varia
- In Nederland zijn twee scholen genoemd naar de Fioretti: het Fioretti College in Lisse en in Veghel.
- In Gent kreeg de kinderpsychiatrische afdeling van het Psychiatrisch Centrum Dr. Guislain de naam "Fioretti".[5]
- In Brugge kreeg een jeugdkoor de naam "Jeugdkoor Fioretti".[6]